# Anisocentropus muricatus
Anisocentropus muricatus là một loài Trichoptera trong họ Calamoceratidae. Chúng phân bố ở miền Australasia.